# Fender Bullet
Fender Bullet była gitarą elektryczną oryginalnie zaprojektowaną przez Johna Page’a, produkowaną i sprzedawaną przez firmę Fender Musical Instruments Corporation. Po raz pierwszy została wprowadzona jako linia „studenckich” gitar, aby zastąpić dotychczasowe modele Mustang i Musicmaster.